# Benjaberring
Benjaberring is een plaats in de regio Wheatbelt in West-Australië.

## Geschiedenis
Ten tijde van de Europese kolonisatie leefden de Ballardong Nyungah in de streek. Ze werden door de Aborigines die de kuststreek bevolkten de 'heuvelmensen' genoemd.
De plaatsnaam werd voor het eerst door Augustus Charles Gregory vermeld in 1846. Het was de naam die de Aborigines gaven aan een waterbron. In 1856 verkende Robert Austin de streek en in 1869 John Forrest. Beiden vermeldden de bron. In 1910 werd het plaatsje officieel gesticht. Een jaar later werd de schrijfwijze van de dorpsnaam van Benjabbering naar Benjaberring veranderd.
In 1911 werd er een nevenspoor aangelegd om onder meer zakken graan te kunnen uitvoeren. Er werd een schooltje, een gemeenschapszaal ('Agricultural Hall') en een coöperatieve winkel gebouwd. In 1933 zette de CBH Group er graanzuigers. Het schooltje werd in 1948 vernietigd, de gemeenschapszaal in 1950 en de winkel sloot in 1969. De graansilo's werden in 1959 vervangen en in 1985 afgebroken. Van de dorpskern blijft alleen nog de ruïne van een spoorwegplatform over.

## 21e eeuw
Benjaberring maakt deel uit van het landbouwdistrict Shire of Wyalkatchem. In 2021 telde Benjaberring 23 inwoners tegenover 146 in 2006. De dorpskern is verdwenen; er wonen enkel nog mensen in omliggende landbouwbedrijven.

## Transport
Benjaberring ligt 199 kilometer ten noordoosten van Perth, 52 kilometer ten oostnoordoosten van Goomalling en 30 kilometer ten noorden van Wyalkatchem. Via de Goomalling-Wyalkatchem Road kan men de Northam-Pithara bereiken en vandaar de Great Eastern Highway en de Great Northern Highway.
De spoorweg die door Benjaberring loopt maakt deel uit van het goederenspoorwegnetwerk van Arc Infrastructure.